# Kathedrale von Lescar

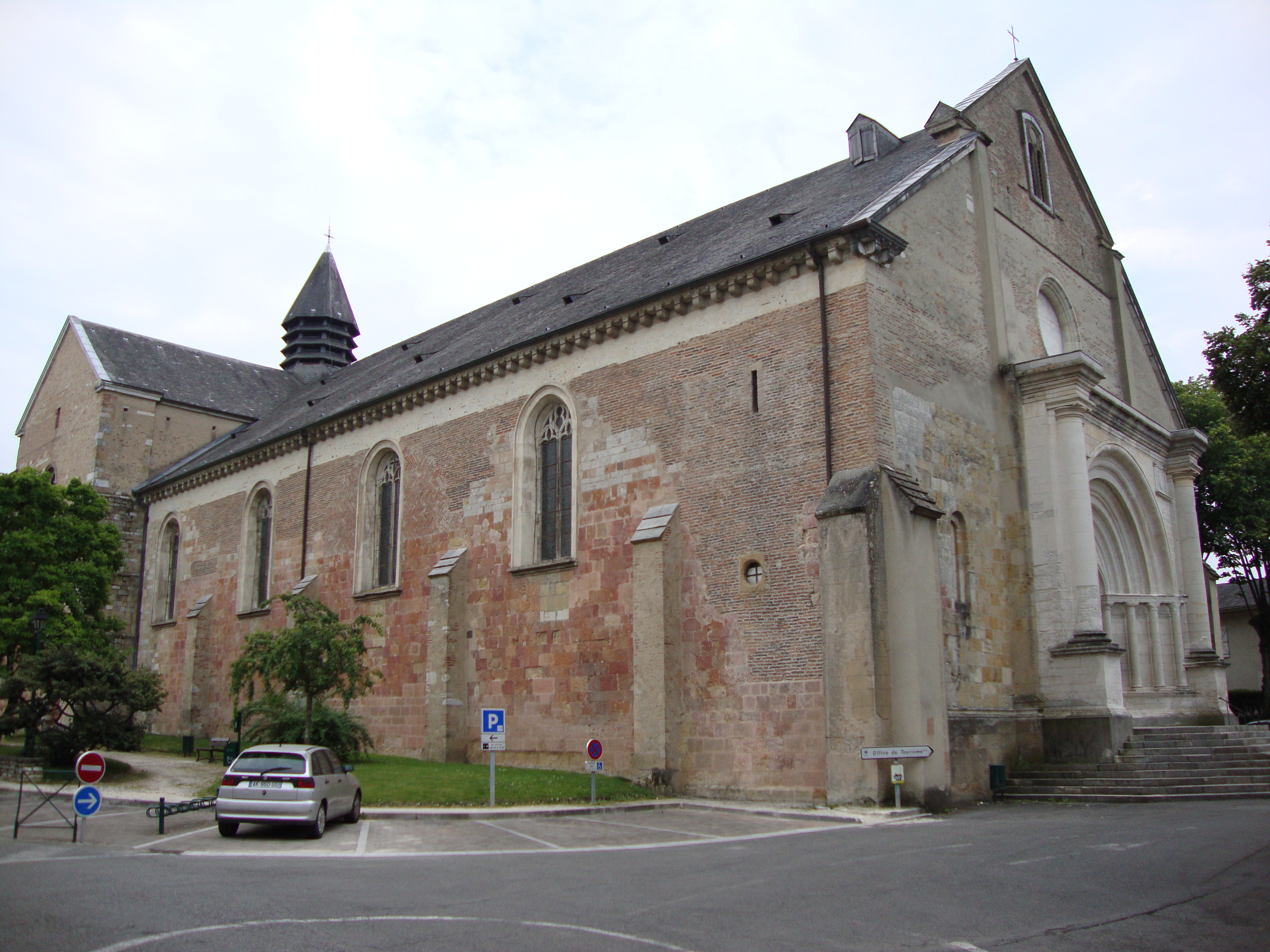
Ehemalige Kathedrale von Lescar

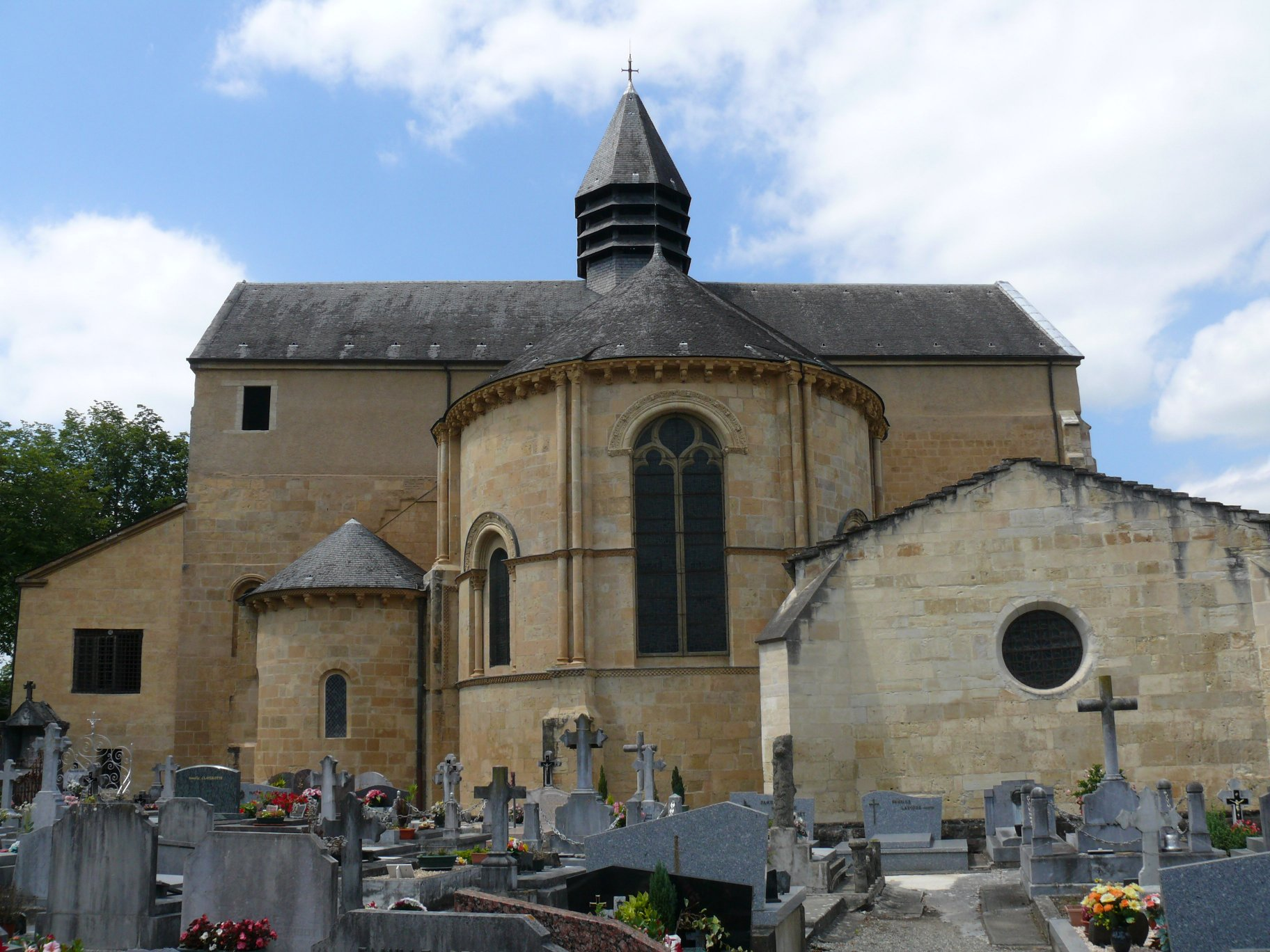
Chor

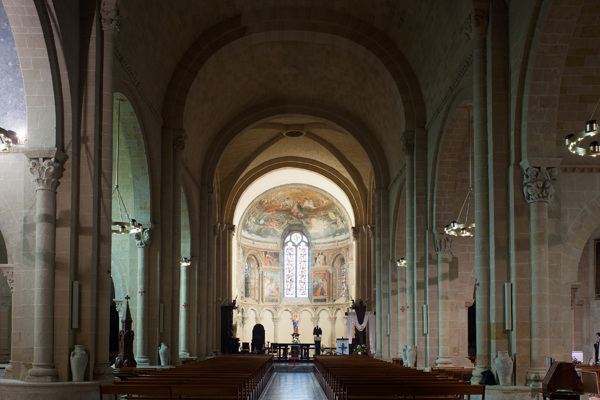
Inneres

Die Kathedrale von Lescar (französisch Cathédrale Notre-Dame-de-l’Assomption de Lescar) ist ein mittelalterlicher Kirchenbau des bereits im 6. Jahrhundert gegründeten, aber im Jahr 1801 offiziell aufgelösten Bistums Lescar in der Kleinstadt Lescar in der ehemaligen Provinz Béarn (Beneharnum) in der heutigen Region Nouvelle-Aquitaine im Südwesten Frankreichs. Der Kirchenbau wurde bereits im Jahr 1840 als Monument historique eingestuft.

## Geschichte
Ein in der heutigen Unterstadt (basse ville) gelegener erster Kirchenbau des Bistums Beneharnum wurde im Jahr 841 von den Normannen zerstört, woraufhin der vom Grafen Sancho Sanchez initiierte Neubau in die Oberstadt verlegt wurde. Im Jahr 1120 ließ der damalige Bischof Guy de Lons eine neue Kathedrale im romanischen Stil erbauen; diese wurde im Jahr 1145 vom Bischof von Auch geweiht.
Ende des 15. Jahrhunderts wurde die Kirche zur Grablege des Hauses d’Albret bestimmt, das zu Königen von Navarra aufgestiegen war. Jeanne d’Albret, eine glühende Calvinistin, ließ Mitte des 16. Jahrhunderts das gesamte Mobiliar (v. a. die Bilder) aus der Kathedrale entfernen. Kurzzeitig noch einmal katholisch geworden, wurde Lescar im Jahr 1569 vom protestantischen Heerführer Gabriel de Lorges eingenommen; die Kanoniker wurden für ca. 40 Jahre aus der Stadt vertrieben. Die Vernachlässigung des Gebäudes führte um das Jahr 1600 zu einem teilweisen Einsturz des Gewölbes, doch nahm König Ludwig XIII., ein glühender Katholik, während seiner jahrelangen Reise durch den Südwesten Frankreichs am 18. Oktober 1620 in der halb zerstörten Kirche an einer Messe teil. In den Jahren 1628 bis 1632 wurden die Langhausgewölbe und die Chorkapellen erneuert. In der Folgezeit herrschte chronischer Geldmangel in der Kasse des Bistums, der mit dazu beitrug, dass dieses im Revolutionsjahr 1791 aufgelöst wurde. Zwei Jahre später wurde das Gotteshaus in einen Tempel der Vernunft umgewidmet. Im Konkordat von 1801 zwischen Napoleon Bonaparte und dem Heiligen Stuhl wurde der alte Zustand nicht wieder hergestellt; das Bistum blieb aufgelöst. Im Jahr 1840 wurde die historische Bedeutung des Kirchenbaus erkannt; in der Folge wurde er grundlegend restauriert.

## Architektur
Die turmlose und im Äußeren bis auf einen Konsolenfries unterhalb der Dachtraufe der Mittelapsis schmucklose Kathedrale ist ca. 61 m lang, 22 m breit und 15 m hoch. Sie ist dreischiffig und besitzt ein Querhaus. Das Mittelschiff ist höher als die beiden Seitenschiffe (Basilika), doch ist es nicht eigenständig belichtet.

## Ausstattung
Besonderer Schatz der Kirche sind mehrere romanische Kapitelle im Chorbereich sowie zwei im ausgehenden 19. Jahrhundert restaurierte romanische Mosaike. Das Apsisfresko mit einer Darstellung der Himmelfahrt Mariens und das mit Heiligenfiguren bestückte Chorgestühl (stalles) stammen aus der ersten Hälfte des 17. Jahrhunderts. Nur wenig später entstand die Barockorgel.

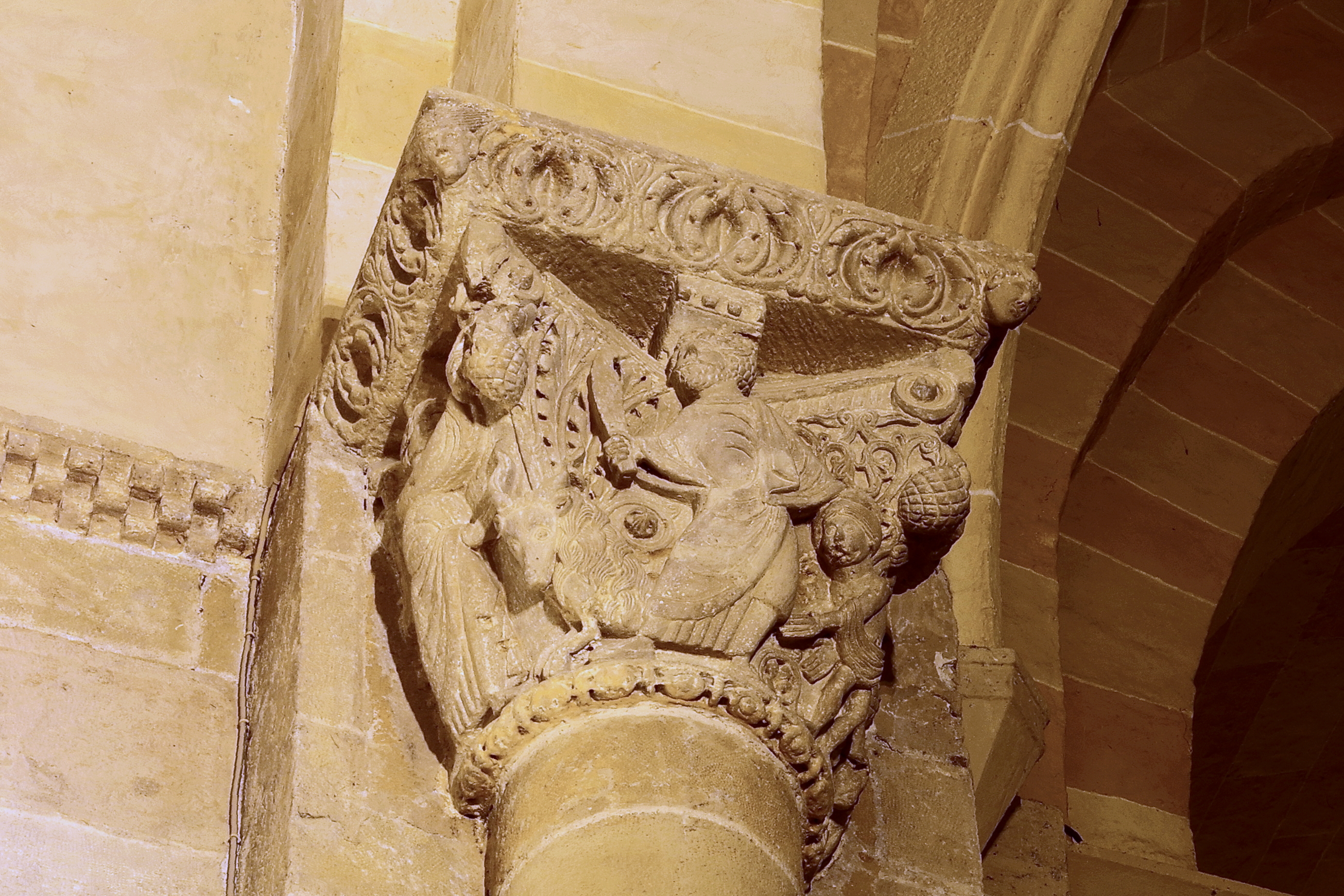
Opferung Isaaks
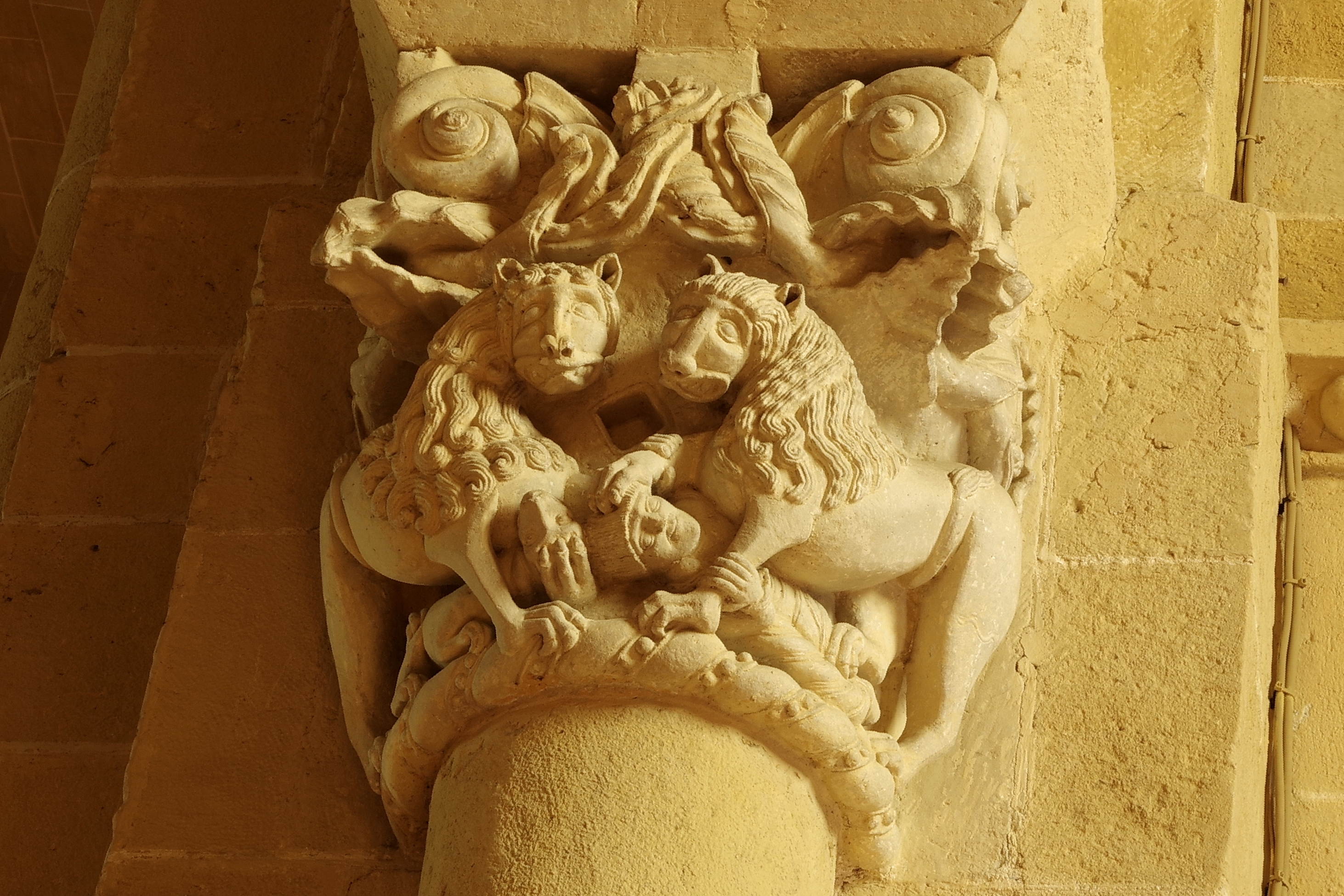
Daniel in der Löwengrube
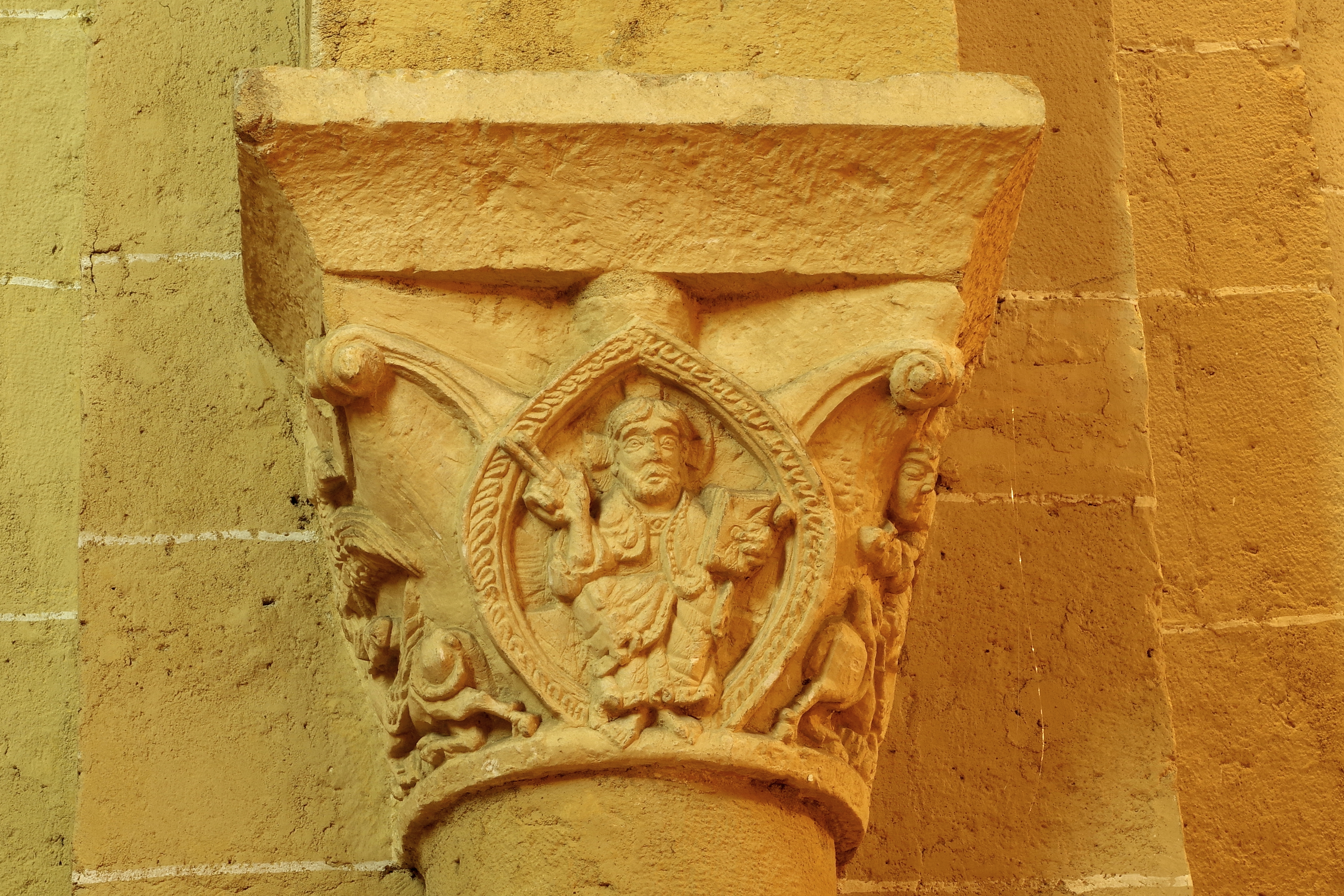
Christus Pantokrator und Tetramorph
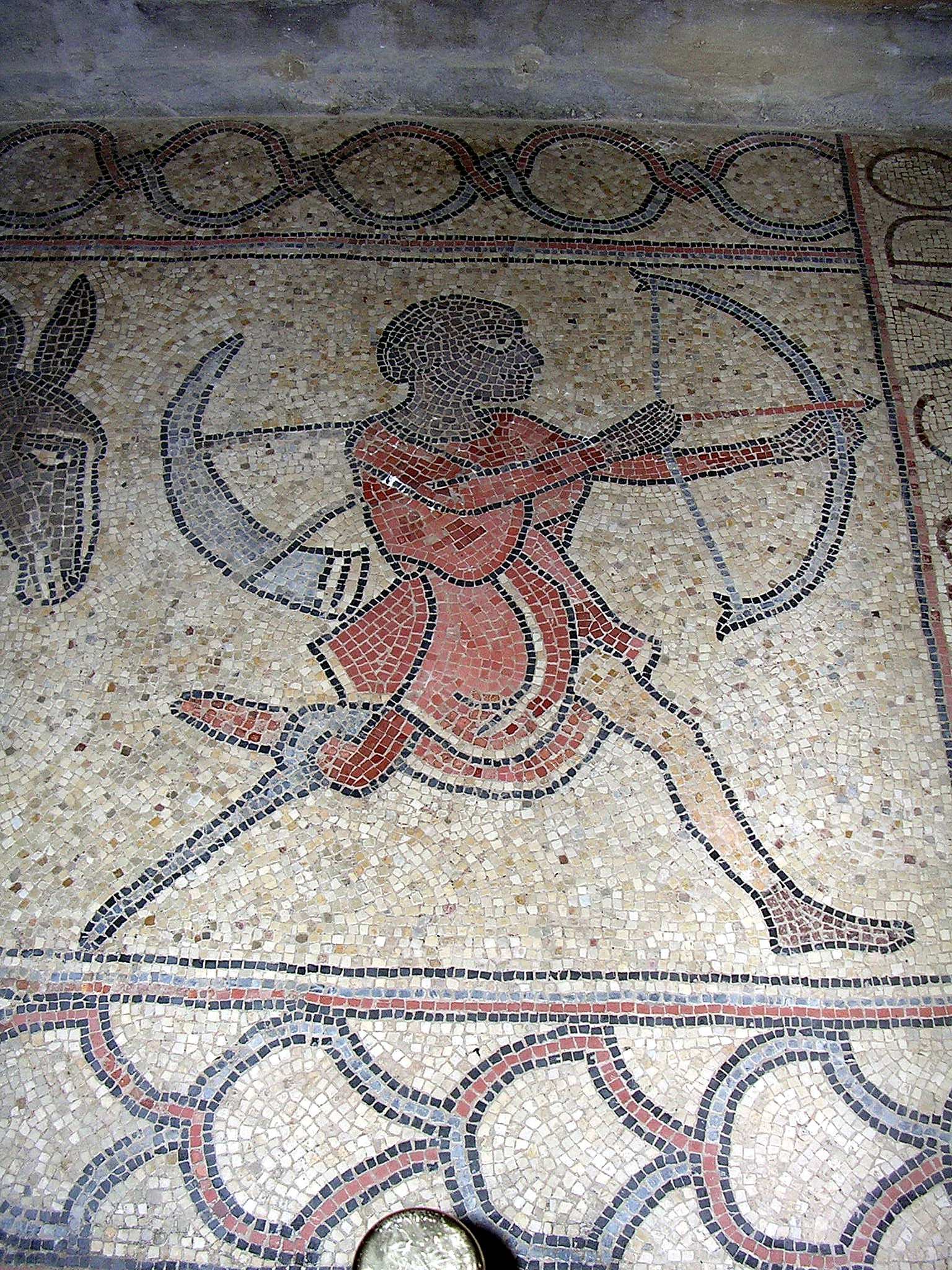
einbeiniger(?) Jäger mit Bogen und Horn
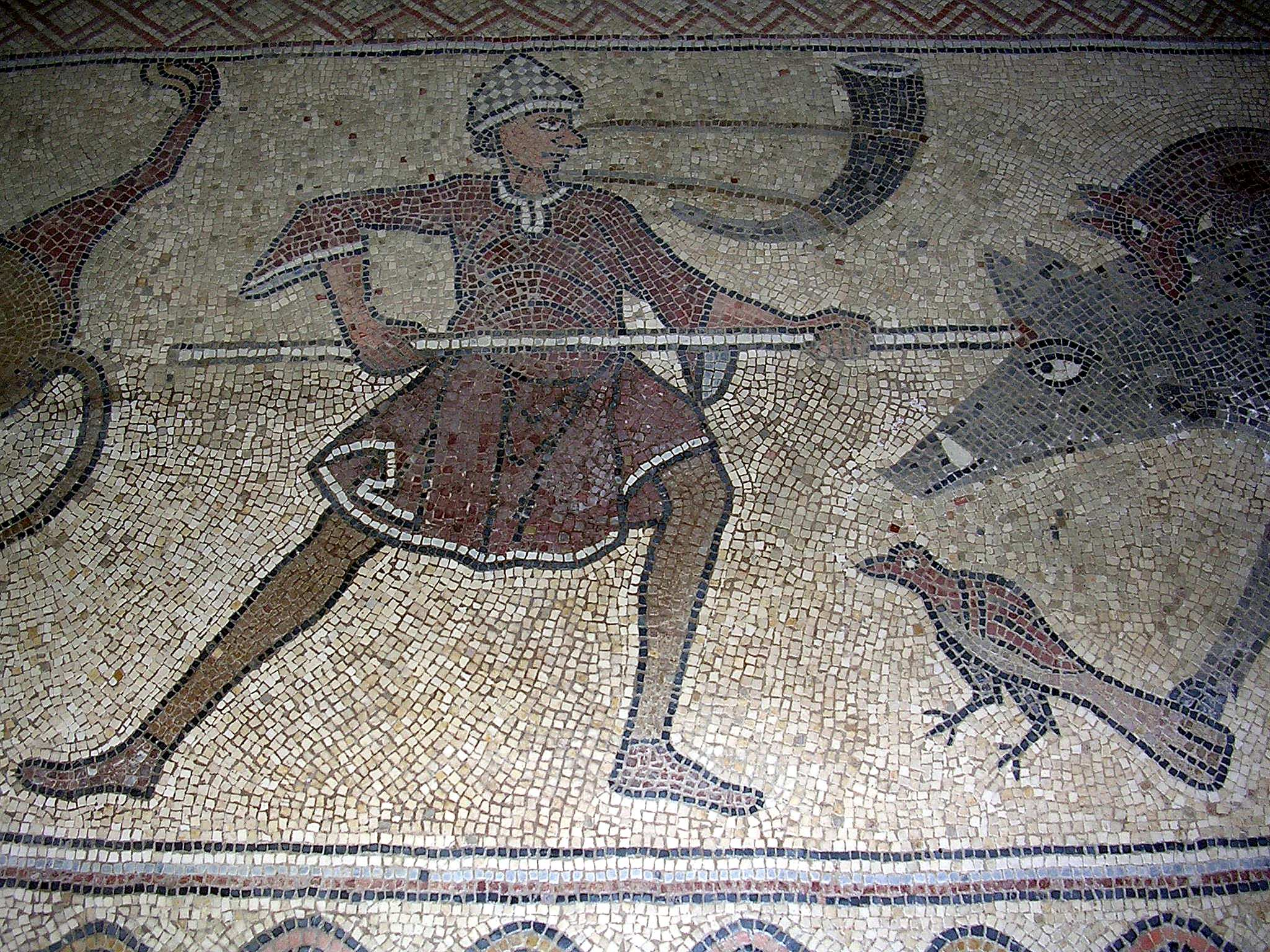
Jäger mit Spieß und Horn
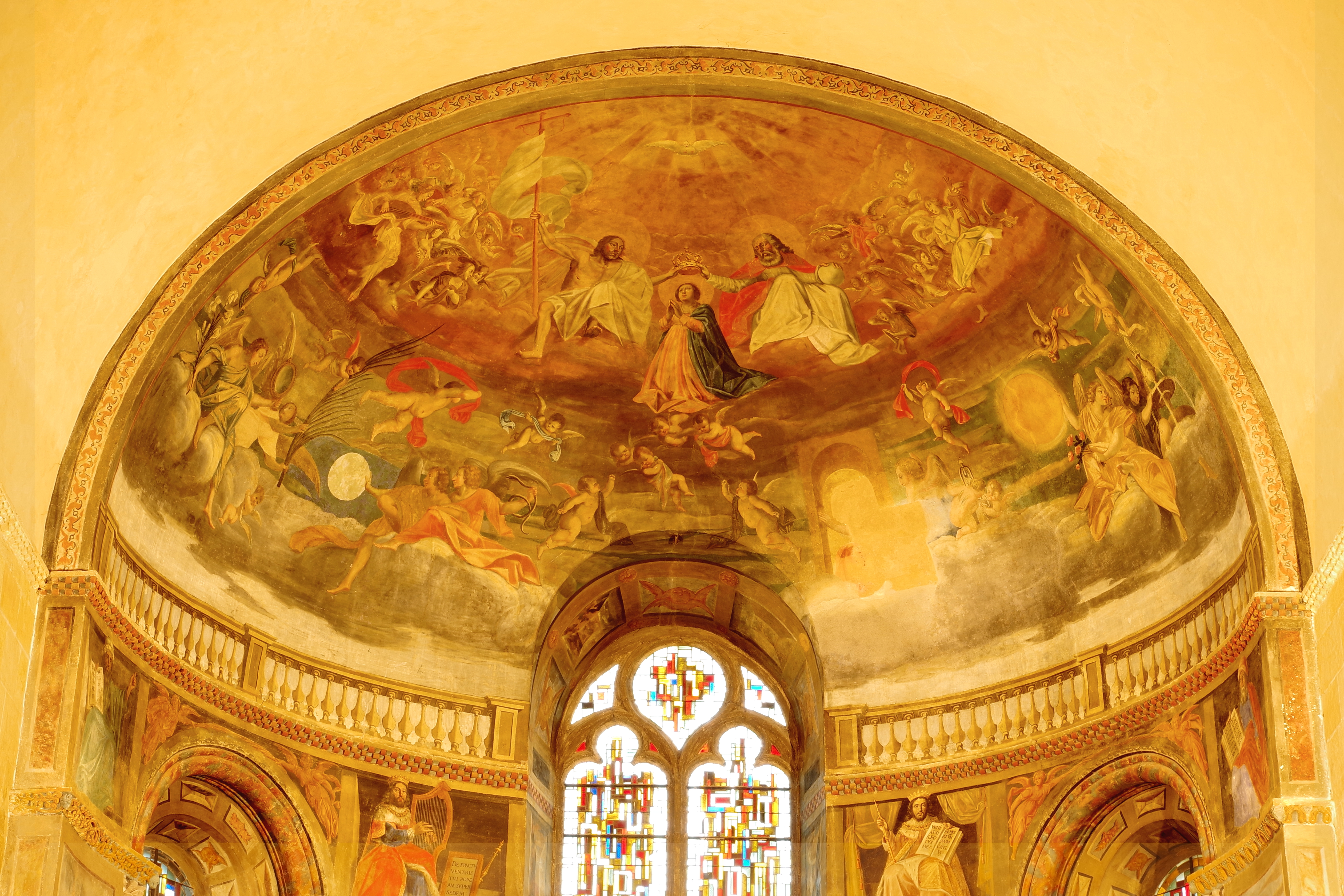
Apsisfresko mit Himmelfahrt und Krönung Mariens